# VSK-94
El VSK-94 (en ruso: ВСК-94) es un fusil de francotirador silenciado desarrollado como una alternativa de bajo costo del fusil VSS Vintorez. El fusil está basado en el fusil de asalto 9A-91.

## Descripción
El VSK-94 fue diseñado para alcanzar objetivos sin blindaje a distancia de hasta 400 m.
El arma conserva el principio de recarga accionada por gas y cerrojo rotativo del 9A-91. Cuenta con un cajón de mecanismos hecho de acero estampado, culata esquelética de polímero, pistolete y guardamanos sintéticos. Está equipado con una mira óptica PSO-1 de 4x aumentos (adaptada para disparos de balas subsónicas) y miras abiertas estándar del 9A-91. Dispara el cartucho 9 x 39 desde cargadores de 20 cartuchos.
El cañón roscado está diseñado para utilizar un silenciador diseñado específicamente.

## Usuarios
- Rusia: El VSK-94 es empleado de forma limitada por diversas agencias policiales rusas.
- Bielorrusia: Empleado por las fuerzas especiales.[1]
- Siria: Empleado por la Guardia Republicana siria y las fuerzas especiales.[2]